# Ambassade de Guinée en Russie
L'Ambassade de Guinée en Russie est la mission diplomatique officielle de la république de Guinée en fédération de Russie. Il sert également d'ambassade non résidente en Lettonie, Lituanie, Estonie, Belarus, Azerbaïdjan et Mongolie.
L'ambassade est située à Moscou, dans la rue. Prechistenka, 35 ans, bâtiment 3.

## Relations diplomatiques

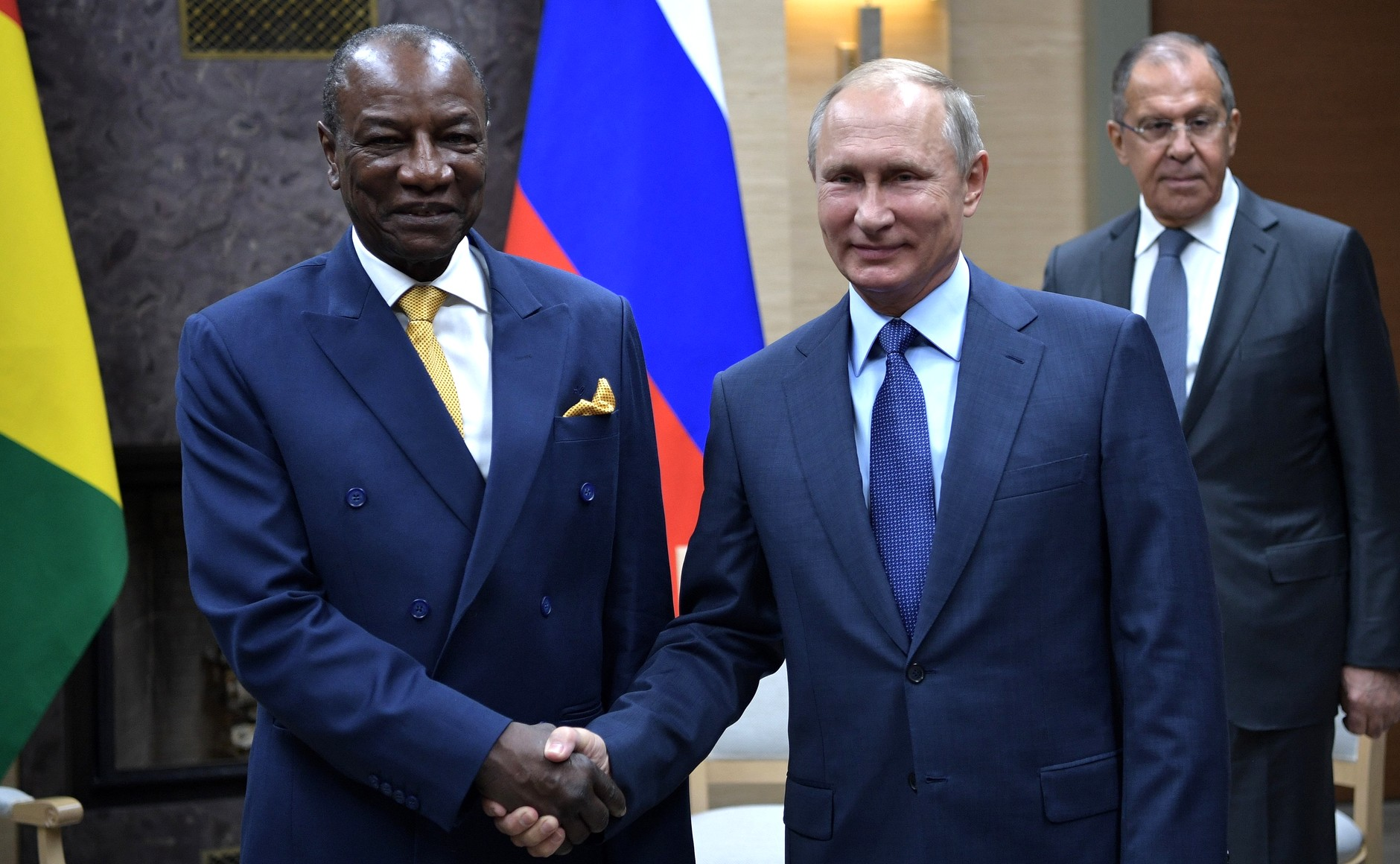
Vladimir Poutine et Alpha Condé

Les relations diplomatiques ont été établies le 4 octobre 1958. La base conventionnelle des relations russo-guinéennes est constituée d'accords dans le domaine de la coopération économique et technique (1959, 1968, 1973, 1984), des échanges culturels (1959), du trafic aérien (1962), de la pêche (1981), de la radio et de la télévision. (1982 g. ) etc.

## Les ambassadeurs
| N° | Nom et prénoms  | titre de fonction   | Debut            | Fin              |
| -- | --------------- | ------------------- | ---------------- | ---------------- |
| 1  | Madjou Kaké     | Ambassadeur         |                  | 3 février 2022   |
| 2  | Alasory SANKHON | Chargé des affaires | 9 février 2022   | 15 décembre 2022 |
| 3  | Gnankoye Haba   | Ambassadeur         | 15 décembre 2022 | En cours         |